# Ellen Allgurin
Ellen Allgurin (Värnamo, 10 maggio 1994) è una tennista svedese inattiva dal 2020.

## Biografia
Vincitrice di due titoli nel singolare e due nel doppio nel circuito ITF in carriera, il 4 maggio 2015 ha raggiunto la sua migliore posizione nel singolare WTA piazzandosi 362º. Il 21 maggio 2018 ha raggiunto il miglior piazzamento mondiale nel doppio alla posizione nº 574.
Ellen Allgurin ha un bilancio vittorie-sconfitte di 4-3 per la Svezia in Fed Cup.